# Automatyczny sygnalizator skażeń GSP-1
Automatyczny sygnalizator skażeń GSP-1 – przyrząd rozpoznania bojowych środków trujących używany w ludowym Wojsku Polskim.

## Charakterystyka przyrządu
Pod koniec lat 50. XX w. na wyposażenie Wojska Polskiego wszedł automatyczny sygnalizator skażeń GSP-1. Było to pierwsze urządzenie tego typu wykorzystywane przez polskie wojska chemiczne. Był przeznaczony do automatycznego wykrywania w powietrzu i sygnalizowania obecności skażeń fosforoorganicznymi środkami trującymi typu G.
Podstawą detekcji była zachodząca na taśmie reakcja chemiczna, której produkty po zetknięciu ze środkami trującymi stawały się kolorowe. Zmiana zabarwienia taśmy nasyconej odczynnikiem była mierzona kolorymetrycznie. W przypadku zabarwienia taśmy na kolor czerwony automatycznie włączał się alarm świetlny i dźwiękowy. Przyrząd GSP-1 miał też możliwość wykrywania skażeń promieniotwórczych. Stosunkowo mała czułość i specyficzność reakcji Schönemanna spowodowały, iż pod koniec lat 60. XX w. rozpoczęto wycofywanie GSP-1 z wyposażenia, zastępując go nowymi wersjami tego przyrządu: GSP-11, a potem AVJ.
Dane taktyczno-techniczne
- Przyrząd posiadał jeden zakres pomiarowy, a czas jego reakcji na obecność fosforoorganicznych środków trujących wynosił 5 minut.
- Komplet odczynników zapewniał nieprzerwaną pracę przyrządu w ciągu 8 godzin.
- Zasilany był z baterii akumulatorów o masie 8 kg i napięciu 12 V.
- Masa przyrządu – 10 kg.